# Verosimilitud
La verosimilitud es la credibilidad y congruencia de un elemento determinado dentro de una obra de creación literaria concreta. Se dice que un elemento es verosímil cuando se considera que es creíble dentro del género dramático. En el caso del género dramático del teatro, cuando es congruente dentro de la obra de creación en la que se incluye el elemento. Además la trama del relato el ambiente los personajes y el lenguaje y el Origen
Lo verosímil no es necesariamente lo verdadero (aunque puede serlo) sino lo que tiene apariencia de verdad. Platón escribió que en los tribunales "la gente no se inquieta lo más mínimo por decir la verdad, sino por persuadir, y la persuasión depende de la verosimilitud", cuando en la "Apología ...." fustiga a los sofistas acusadores de Sócrates.  Los sofistas, a quienes se refiere esta vez Aristóteles en su retórica, sostenían que lo verosímil ( tó eikós ) es "el conjunto de lo que es posible a los ojos de los que saben", algo dedicado exclusivamente destinado a ser creído por sus formas y no por su contenido. Para el caso "los que saben" constituyen un conglomerado fácil de invocar, pero difícil de definir: la opinión pública (que en esa época no era tal), los ciudadanos, todos aquellos que pudiesen pagar para aprender la "técnica" de fundamentar de manera "verosímil".  Y a, que «No es el oficio del poeta contar las cosas como sucedieron, sino como deberían haber sucedido y de modo verosímil", con lo cual le agrega una connotación que el concepto no tenía en Platón y si en los Sofistas, que igualaban lo creíble con lo posible (lo verosímil).  